# Cheech Marin
Richard Anthony Marin, mais conhecido como Cheech Marin (Los Angeles, Califórnia, 13 de julho de 1946) é um ator norte-americano. Se notabilizou na década de 1970 por ser um dos protagonistas da série de filmes "Cheech and Chong", onde dois loucos (um imigrante latino e um hippie) sempre entravam em confusão. A série, hoje considerada cult, misturava comédia ao tema principal da maioria dos filmes; a erva chamada de marijuana. Também emprestou sua voz a várias produções da Disney, como The Lion King e Cars. em 1998 ele participou da música "Earache My Eye" da banda norte-americana Korn.

## Filmografia

### Filmes
| Ano  | Título                                                              |
| ---- | ------------------------------------------------------------------- |
| 1978 | Up in Smoke                                                         |
| 1980 | Cheech and Chong's Next Movie                                       |
| 1981 | Nice Dreams                                                         |
| 1982 | Things Are Tough All Over                                           |
| 1983 | Still Smokin'                                                       |
| 1983 | Yellowbeard                                                         |
| 1984 | Cannonball Run II                                                   |
| 1984 | Cheech & Chong's The Corsican Brothers                              |
| 1985 | Get Out of My Room                                                  |
| 1985 | After Hours                                                         |
| 1986 | Charlie Barnett's Terms of Enrollment                               |
| 1986 | Echo Park                                                           |
| 1987 | Born in East L.A.                                                   |
| 1987 | Fatal Beauty                                                        |
| 1988 | Mickey's 60th Birthday                                              |
| 1988 | Oliver & Company                                                    |
| 1989 | Ghostbusters II                                                     |
| 1989 | Rude Awakening                                                      |
| 1989 | Troop Beverly Hills                                                 |
| 1990 | Far Out Man                                                         |
| 1990 | The Shrimp on the Barbie                                            |
| 1990 | Mother Goose Rock 'n' Rhyme                                         |
| 1992 | Ferngully: The Last Rainforest                                      |
| 1994 | Charlie's Ghost Story                                               |
| 1994 | The Magic of the Golden Bear: Goldy III                             |
| 1994 | A Million to Juan                                                   |
| 1994 | The Lion King                                                       |
| 1995 | Desperado                                                           |
| 1996 | From Dusk till Dawn                                                 |
| 1996 | The Great White Hype                                                |
| 1996 | Tin Cup                                                             |
| 1998 | Paulie                                                              |
| 1999 | The Nuttiest Nutcracker                                             |
| 2000 | See You in My Dreams                                                |
| 2000 | Luminarias                                                          |
| 2000 | Picking Up the Pieces                                               |
| 2001 | Spy Kids                                                            |
| 2002 | Spy Kids 2: The Island of Lost Dreams                               |
| 2002 | Pinocchio                                                           |
| 2003 | Masked and Anonymous                                                |
| 2003 | Spy Kids 3-D: Game Over                                             |
| 2003 | Once Upon a Time in Mexico                                          |
| 2003 | Good Boy!                                                           |
| 2004 | The Lion King 1½                                                    |
| 2004 | Christmas with the Kranks                                           |
| 2005 | Sian Ka'an                                                          |
| 2005 | Fall Down a School                                                  |
| 2005 | Underclassman                                                       |
| 2006 | Cars                                                                |
| 2006 | Mater and the Ghostlight                                            |
| 2007 | The Union: The Business Behind Getting High                         |
| 2007 | Grindhouse                                                          |
| 2008 | Beverly Hills Chihuahua                                             |
| 2009 | Race to Witch Mountain                                              |
| 2010 | The Perfect Game                                                    |
| 2010 | Tales from Earthsea                                                 |
| 2010 | Machete                                                             |
| 2011 | Cars 2                                                              |
| 2011 | Hoodwinked 2: Hood vs. Evil                                         |
| 2012 | El Santos vs. La Tetona Mendoza                                     |
| 2012 | Tad, The Lost Explorer                                              |
| 2013 | Cheech & Chong's Animated Movie                                     |
| 2014 | The Book of Life                                                    |
| 2016 | El Americano: The Movie                                             |
| 2016 | Dark Harvest                                                        |
| 2017 | Cars 3                                                              |
| 2017 | Coco                                                                |
| 2019 | The Cheech: An American Icon's Crusade for the Chicano Art Movement |
| 2020 | The War with Grandpa                                                |
| 2022 | Angry Neighbors                                                     |
| 2022 | Shotgun Wedding                                                     |
| 2023 | Champions                                                           |
| 2023 | The Long Game                                                       |

### Televisão
| Ano       | Título                                          | Notas                                                                 |
| --------- | ----------------------------------------------- | --------------------------------------------------------------------- |
| 1987      | The Tracey Ullman Show                          | 1 episódio                                                            |
| 1990      | Mother Goose Rock 'n' Rhyme                     |                                                                       |
| 1991      | Great Performances                              | 1 episódio                                                            |
| 1991–1994 | Married... with Children                        | 3 episódios                                                           |
| 1992      | de                                              |                                                                       |
| 1992–1993 | The Golden Palace                               | 24 episódios                                                          |
| 1993      | Tales from the Crypt                            | 1 episódio                                                            |
| 1994      | The Cisco Kid                                   |                                                                       |
| 1994      | Dream On                                        | 1 episódio                                                            |
| 1994      | Sesame Street                                   | Episódio 3259                                                         |
| 1995      | Santo Bugito                                    |                                                                       |
| 1995      | The Courtyard                                   |                                                                       |
| 1995      | Happily Ever After: Fairy Tales for Every Child | Episódio: "Hansel and Gretel"                                         |
| 1996      | Latino Laugh Festival                           |                                                                       |
| 1996–1998 | Tracey Takes On...                              | 2 episódios                                                           |
| 1996–2001 | Nash Bridges                                    | 120 episódios                                                         |
| 2000      | Funny Flubs & Screw-Ups V                       |                                                                       |
| 2000      | The 26th Annual People's Choice Awards          |                                                                       |
| 2000      | Resurrection Blvd.                              |                                                                       |
| 2000      | South Park                                      | Episódio: "Cherokee Hair Tampons"                                     |
| 2003      | The Ortegas                                     |                                                                       |
| 2003      | Tracey Ullman in the Trailer Tales              |                                                                       |
| 2003      | George Lopez                                    | Episódio: "Guess Who's Coming to Dinner, Honey"                       |
| 2004–2005 | Judging Amy                                     | 20 episódios                                                          |
| 2005      | Dora the Explorer                               | Episódio: "A Crown for King Juan el Bobo"                             |
| 2007      | Storm Hawks                                     |                                                                       |
| 2007–2009 | Lost                                            | 3 episódios                                                           |
| 2008      | Mind of Mencia                                  |                                                                       |
| 2008      | Grey's Anatomy                                  | Episódio: "Where the Wild Things Are"                                 |
| 2009      | MADtv                                           |                                                                       |
| 2009      | Outnumbered                                     |                                                                       |
| 2009      | Expecting a Miracle                             |                                                                       |
| 2010      | WWE Raw                                         |                                                                       |
| 2011      | Off the Map                                     |                                                                       |
| 2011      | The Simpsons                                    | Episódio: "A Midsummer's Nice Dream"                                  |
| 2011      | Lopez Tonight                                   |                                                                       |
| 2012      | American Dad!                                   | Episódio: "Stanny Tendergrass"                                        |
| 2012      | Psych                                           |                                                                       |
| 2012      | Rob                                             |                                                                       |
| 2012      | Rachael vs. Guy: Celebrity Cook-Off             |                                                                       |
| 2014      | Anger Management                                |                                                                       |
| 2015      | Jane the Virgin                                 |                                                                       |
| 2017      | Disjointed                                      | Episódio: "The Worst"                                                 |
| 2017–2020 | Elena of Avalor                                 |                                                                       |
| 2018      | Rob Riggle's Ski Master Academy                 |                                                                       |
| 2018–2019 | Lodge 49                                        |                                                                       |
| 2020      | Broke                                           | Episódio: "The Test"                                                  |
| 2021      | Maya and the Three                              | 5 episódios                                                           |
| 2021      | Bubble Guppies                                  | Episódio: "Fogzilla!"                                                 |
| 2021      | Nash Bridges                                    | Television film                                                       |
| 2022      | Home Economics                                  | Episódios: "Round-Trip Ticket SAN-OAK, $234", "Wedding Bouquet, $125" |
| 2022      | Cars on the Road                                | Episódio: "Dino Park"                                                 |
| 2023      | Lopez vs Lopez                                  |                                                                       |
| 2023      | The Legend of Vox Machina                       |                                                                       |
| 2023      | The Eric Andre Show                             |                                                                       |

### Video games
- Animated Storybook: The Lion King (1994) - Banzai (voice)
- Blazing Dragons (1996) - Sir George / Guido the Pizza Chef / Loudmouth Guard
- Kingdom Hearts II (2006) - Banzai (voice)
- Cars (2006) - Ramone
- Cars Mater-National Championship (2007) - Ramone
- Cars Race-O-Rama (2009) - Ramone
- Cars 2 (2011) - Ramone
- Kinect Rush: A Disney-Pixar Adventure (2012) - Ramone
- Disney Infinity (2013) - Ramone
- Cars: Fast as Lightning (2014) - Ramone
- Call of Duty: Modern Warfare III (2024) - Cheech

### Atrações de parques temáticos
- It's Tough to Be a Bug! (1998) - Chilic
- Radiator Springs Racers (2012) - Ramone

## Discografia
- Cheech and Chong (1971)
- Big Bambu (1972)
- Los Cochinos (1973), ganhou Melhor Gravação de Comédia no 16th Annual Grammy Awards[4]
- Cheech & Chong's Wedding Album (1974)
- Sleeping Beauty (1976)
- Up in Smoke (1978)
- Let's Make a New Dope Deal (1980)
- Get Out Of My Room (1985)
- My Name Is Cheech the School Bus Driver (Lançado em 27 de outubro de 1992)
- Follow the Leader (1998)

## Ligações externos
- «Sítio oficial»
- Cheech Marin. no IMDb.
- Marin Cheech Marin (em inglês) no Discogs